# 德米特里夫卡 (博爾赫拉德區)
45°58′21″N 28°58′55″E / 45.97250°N 28.98194°E
德米特里夫卡（烏克蘭語：Дмитрівка）是位於烏克蘭西南部的村莊，由敖德萨州博爾赫拉德區的霍羅德涅市鎮負責管轄。該村始建於1821年，面積3.37平方公里，海拔高度56米，2001年人口4,806。